# Fußball-Bayernliga 1986/87
Die Fußball-Bayernliga 1986/87 war die neunte Spielzeit der vom Bayerischen Fußball-Verband durchgeführten Bayernliga als Amateur-Oberliga. Meister wurde die SpVgg Bayreuth, die sich damit für die Aufstiegsrunde zur 2. Bundesliga qualifizierte. Durch den zweiten Platz in ihrer Gruppe, kehrte man nach einem Jahr in die 2. Bundesliga zurück. Die Amateure des FC Bayern München starteten als Vizemeister bei der Amateurmeisterschaft. In die untergeordnete Landesliga stiegen die SpVgg Weiden, der TSV Großhadern, die SpVgg Fürth sowie die Amateure des 1. FC Nürnberg direkt ab. In der Bayernliga-Qualifikationsrunde scheiterte auch noch der FC Memmingen und musste ebenfalls den Gang in die Landesliga antreten. Im Gegenzug stiegen zur Folgesaison 1987/88 der FC Kronach 08, der TSV Vestenbergsgreuth und der FC Wacker München direkt in die Bayernliga auf, während der MTV Ingolstadt den Umweg über die Qualifikationsrunde nehmen musste.

## Bayernliga-Saison 1986/87

### Abschlusstabelle
| Pl. | Verein                         | Sp. | S  | U  | N  | Tore    | Diff. | Punkte |
| --- | ------------------------------ | --- | -- | -- | -- | ------- | ----- | ------ |
| 1.  | SpVgg Bayreuth (A)             | 36  | 22 | 8  | 6  | 072:350 | +37   | 52:20  |
| 2.  | FC Bayern München Amateure (1) | 36  | 19 | 12 | 5  | 075:310 | +44   | 50:22  |
| 3.  | TSV 1860 München (1)           | 36  | 19 | 12 | 5  | 071:410 | +30   | 50:22  |
| 4.  | SpVgg Unterhaching             | 36  | 18 | 9  | 9  | 074:450 | +29   | 45:27  |
| 5.  | SpVgg Plattling                | 36  | 16 | 8  | 12 | 067:620 | +5    | 40:32  |
| 6.  | FC Augsburg                    | 36  | 13 | 11 | 12 | 048:380 | +10   | 37:35  |
| 7.  | SV Heidingsfeld                | 36  | 14 | 8  | 14 | 063:650 | −2    | 36:36  |
| 8.  | 1. FC Amberg (N)               | 36  | 12 | 12 | 12 | 052:570 | −5    | 36:36  |
| 9.  | VfL Frohnlach                  | 36  | 13 | 9  | 14 | 053:410 | +12   | 35:37  |
| 10. | TSV Ampfing                    | 36  | 10 | 15 | 11 | 038:390 | −1    | 35:37  |
| 11. | SpVgg Landshut (M)             | 36  | 14 | 7  | 15 | 058:730 | −15   | 35:37  |
| 12. | SC Fürstenfeldbruck            | 36  | 13 | 7  | 16 | 051:570 | −6    | 33:39  |
| 13. | SSV Jahn Regensburg            | 36  | 11 | 11 | 14 | 044:500 | −6    | 33:39  |
| 14. | 1. FC Schweinfurt 05 (N)       | 36  | 12 | 8  | 16 | 035:610 | −26   | 32:40  |
| 15. | FC Memmingen (1)               | 36  | 11 | 9  | 16 | 046:520 | −6    | 31:41  |
| 16. | SpVgg Weiden (1)               | 36  | 12 | 7  | 17 | 040:520 | −12   | 31:41  |
| 17. | TSV Großhadern (N)             | 36  | 11 | 6  | 19 | 045:720 | −27   | 28:44  |
| 18. | SpVgg Fürth                    | 36  | 7  | 9  | 20 | 032:500 | −18   | 23:49  |
| 19. | 1. FC Nürnberg Amateure        | 36  | 8  | 6  | 22 | 043:860 | −43   | 22:50  |

| (M) | Titelverteidiger                        |
| (A) | Absteiger aus der 2. Bundesliga 1985/86 |
| (N) | Aufsteiger aus der Landesliga 1985/86   |

| Datum                                                                  |                            | Ergebnis |                  |
| ---------------------------------------------------------------------- | -------------------------- | -------- | ---------------- |
| um Platz 2 : in München (Städtisches Stadion an der Grünwalder Straße) |                            |          |                  |
| Di 19.05. um 20.00 Uhr                                                 | FC Bayern München Amateure | 3:0      | TSV 1860 München |
| um Platz 15 : in Ingolstadt (ESV-Stadion)                              |                            |          |                  |
| So 24.05. um 15.00 Uhr                                                 | FC Memmingen               | 3:0      | SpVgg Weiden     |

### Kreuztabelle
Die Kreuztabelle stellt die Ergebnisse aller Spiele dieser Saison dar. Die Heimmannschaft ist in der linken Spalte, die Gastmannschaft in der oberen Zeile aufgelistet.
| 1986/87 | 1986/87                    | SpVgg Bayreuth | FC Bayern München Amateure | TSV 1860 München | SpVgg Unterhaching | SpVgg Plattling | FC Augsburg | SV Heidingsfeld | 1. FC Amberg | VfL Frohnlach | TSV Ampfing | SpVgg Landshut | SC Fürstenfeldbruck | SSV Jahn Regensburg | 1. FC Schweinfurt 05 |     | SpVgg Weiden | TSV Großhadern | SpVgg Fürth | 1. FC Nürnberg Amateure |
| ------- | -------------------------- | -------------- | -------------------------- | ---------------- | ------------------ | --------------- | ----------- | --------------- | ------------ | ------------- | ----------- | -------------- | ------------------- | ------------------- | -------------------- | --- | ------------ | -------------- | ----------- | ----------------------- |
| 01.     | SpVgg Bayreuth             |                | 1:2                        | 3:1              | 2:0                | 1:2             | 0:0         | 2:0             | 1:1          | 2:1           | 0:0         | 0:0            | 2:0                 | 3:1                 | 4:0                  | 1:0 | 2:1          | 5:2            | 1:0         | 5:0                     |
| 02.     | FC Bayern München Amateure | 4:1            |                            | 2:2              | 1:1                | 0:3             | 1:0         | 3:0             | 5:1          | 0:0           | 6:0         | 2:2            | 7:1                 | 2:0                 | 5:1                  | 0:0 | 0:0          | 4:1            | 3:0         | 3:0                     |
| 03.     | TSV 1860 München           | 1:3            | 1:1                        |                  | 3:2                | 2:0             | 2:0         | 3:3             | 4:1          | 1:1           | 3:3         | 5:0            | 2:0                 | 7:1                 | 1:0                  | 1:1 | 1:0          | 3:1            | 1:0         | 3:1                     |
| 04.     | SpVgg Unterhaching         | 1:2            | 4:1                        | 2:3              |                    | 1:3             | 1:0         | 4:2             | 3:1          | 2:0           | 1:0         | 2:2            | 2:1                 | 2:1                 | 7:0                  | 2:0 | 2:0          | 7:0            | 1:1         | 2:4                     |
| 05.     | SpVgg Plattling            | 2:0            | 2:2                        | 1:1              | 1:2                |                 | 3:0         | 3:3             | 1:2          | 0:4           | 2:2         | 7:3            | 1:0                 | 1:0                 | 2:0                  | 2:2 | 2:0          | 3:0            | 3:1         | 2:0                     |
| 06.     | FC Augsburg                | 2:2            | 1:0                        | 1:1              | 1:1                | 2:0             |             | 1:0             | 2:0          | 3:1           | 1:1         | 3:0            | 1:1                 | 0:1                 | 2:0                  | 2:0 | 3:1          | 0:1            | 1:0         | 5:0                     |
| 07.     | SV Heidingsfeld            | 3:1            | 0:3                        | 1:1              | 2:3                | 5:1             | 2:1         |                 | 4:1          | 1:0           | 1:0         | 1:2            | 1:0                 | 2:0                 | 1:2                  | 1:3 | 0:0          | 4:2            | 1:0         | 4:2                     |
| 08.     | 1. FC Amberg               | 0:3            | 1:1                        | 2:5              | 2:1                | 0:1             | 1:3         | 2:2             |              | 3:2           | 0:0         | 0:0            | 1:1                 | 3:1                 | 4:0                  | 1:1 | 2:0          | 1:1            | 4:0         | 3:2                     |
| 09.     | VfL Frohnlach              | 0:2            | 0:1                        | 1:2              | 1:1                | 3:3             | 2:0         | 2:0             | 5:1          |               | 1:1         | 4:2            | 2:0                 | 2:0                 | 0:0                  | 1:0 | 2:2          | 2:0            | 1:0         | 3:0                     |
| 10.     | TSV Ampfing                | 1:1            | 1:3                        | 0:0              | 0:0                | 3:1             | 3:0         | 2:1             | 0:0          | 0:0           |             | 0:1            | 4:2                 | 0:0                 | 2:0                  | 2:0 | 2:0          | 2:0            | 1:0         | 0:1                     |
| 11.     | SpVgg Landshut             | 4:3            | 0:2                        | 0:1              | 3:2                | 0:1             | 2:1         | 2:2             | 1:2          | 2:2           | 2:2         |                | 2:1                 | 4:1                 | 2:1                  | 3:0 | 2:1          | 3:2            | 1:0         | 5:1                     |
| 12.     | SC Fürstenfeldbruck        | 1:3            | 1:1                        | 1:2              | 1:2                | 2:4             | 2:2         | 1:1             | 1:0          | 2:0           | 2:1         | 2:0            |                     | 1:2                 | 1:0                  | 3:0 | 2:1          | 4:2            | 3:2         | 1:2                     |
| 13.     | SSV Jahn Regensburg        | 0:1            | 1:1                        | 2:1              | 0:1                | 3:1             | 0:0         | 2:2             | 3:4          | 3:0           | 1:1         | 3:0            | 1:1                 |                     | 1:0                  | 0:2 | 4:1          | 3:0            | 1:1         | 3:0                     |
| 14.     | 1. FC Schweinfurt 05       | 0:0            | 2:1                        | 1:1              | 0:4                | 3:2             | 0:6         | 1:2             | 1:1          | 2:1           | 0:2         | 4:1            | 2:1                 | 0:0                 |                      | 4:2 | 2:0          | 2:1            | 0:0         | 4:3                     |
| 15.     | FC Memmingen               | 3:6            | 0:2                        | 0:1              | 2:2                | 2:2             | 0:0         | 4:1             | 0:0          | 0:2           | 1:0         | 5:1            | 1:3                 | 0:0                 | 1:0                  |     | 4:0          | 1:0            | 3:0         | 3:1                     |
| 16.     | SpVgg Weiden               | 1:1            | 1:1                        | 2:1              | 0:2                | 3:1             | 2:2         | 1:3             | 1:0          | 2:1           | 3:1         | 3:0            | 2:2                 | 0:1                 | 0:1                  | 4:2 |              | 1:0            | 3:1         | 1:0                     |
| 17.     | TSV Großhadern             | 0:1            | 1:0                        | 1:1              | 1:0                | 5:2             | 2:1         | 6:3             | 1:1          | 0:6           | 1:1         | 3:1            | 1:2                 | 2:0                 | 2:1                  | 1:2 | 1:0          |                | 1:0         | 1:1                     |
| 18.     | SpVgg Fürth                | 0:2            | 1:3                        | 2:3              | 1:1                | 4:1             | 0:0         | 3:1             | 0:1          | 2:0           | 3:0         | 2:1            | 0:2                 | 2:2                 | 0:0                  | 1:0 | 0:1          | 1:1            |             | 2:0                     |
| 19.     | 1. FC Nürnberg Amateure    | 1:5            | 0:2                        | 1:0              | 3:3                | 1:1             | 5:1         | 1:3             | 0:5          | 1:0           | 0:2         | 2:4            | 0:2                 | 2:2                 | 0:0                  | 2:1 | 1:2          | 3:1            | 2:2         |                         |

### Bayernliga-Qualifikationsrunde
Der Fünfzehnte der Bayernliga und die Zweiten der drei Landesliga-Staffeln, spielten in einer einfachen KO-Runde den letzten Teilnehmer für die Bayernliga-Saison 1987/88 aus.
| Datum                                               |                   | Ergebnis |                 |
| --------------------------------------------------- | ----------------- | -------- | --------------- |
| Halbfinale : in Augsburg-Lechhausen und Memmelsdorf |                   |          |                 |
| Sa 13.06. um 15:00 Uhr                              | FC Memmingen      | 2:3      | MTV Ingolstadt  |
| Sa 13.06. um 15:00 Uhr                              | FSV Bad Windsheim | 1:4      | VfB Helmbrechts |
| Finale : in Nürnberg                                |                   |          |                 |
| Mi 17.06. um 16:00 Uhr                              | VfB Helmbrechts   | 0:2      | MTV Ingolstadt  |

### Torschützenliste
|     | Spieler          | Verein                     | Tore |
| --- | ---------------- | -------------------------- | ---- |
| 01. | Rainer Scheller  | SV Heidingsfeld            | 25   |
| 02. | Hermann Unholzer | SpVgg Plattling            | 20   |
| 03. | Bernhard Meisl   | FC Bayern München Amateure | 17   |
| 04. | Peter Bootz      | SC Fürstenfeldbruck        | 16   |
| 05. | Max Albrecht     | TSV Ampfing                | 15   |
| 05. | Bernd Müller     | 1. FC Nürnberg Amateure    | 15   |
| 07. | Armin Eck        | SpVgg Bayreuth             | 14   |
| 08. | Thomas Roßberger | SpVgg Plattling            | 13   |

### Zuschauer
In 338 Spielen kamen 571.801 Zuschauer ({\displaystyle \varnothing } 1.692 pro Spiel) in die Stadien.
Größte Zuschauerkulisse
22.000 TSV 1860 München – SpVgg Bayreuth (19. Spieltag)
Niedrigste Zuschauerkulisse
56 1. FC Nürnberg Amateure – SC Fürstenfeldbruck (37. Spieltag)
| Verein                         | Gesamt | {\displaystyle \varnothing } | Heim   | {\displaystyle \varnothing } | Auswärts | {\displaystyle \varnothing } |
| ------------------------------ | ------ | ---------------------------- | ------ | ---------------------------- | -------- | ---------------------------- |
| SpVgg Bayreuth (2)             | 093550 | 2599                         | 044150 | 2453                         | 049400   | 2906                         |
| FC Bayern München Amateure (2) | 042800 | 1223                         | 012800 | 0753                         | 030000   | 1667                         |
| TSV 1860 München               | 242715 | 6742                         | 129500 | 7194                         | 113215   | 6290                         |
| SpVgg Unterhaching (2)         | 051850 | 1481                         | 016800 | 0988                         | 035050   | 1947                         |
| SpVgg Plattling                | 044398 | 1233                         | 023940 | 1330                         | 020458   | 1137                         |
| FC Augsburg                    | 055900 | 1553                         | 029100 | 1617                         | 026800   | 1489                         |
| SV Heidingsfeld (2)            | 045840 | 1310                         | 023770 | 1321                         | 022070   | 1298                         |
| 1. FC Amberg (2)               | 045175 | 1291                         | 021975 | 1293                         | 023200   | 1289                         |
| VfL Frohnlach                  | 032960 | 0916                         | 014600 | 0811                         | 018360   | 1020                         |
| TSV Ampfing (2)                | 042058 | 1202                         | 018688 | 1099                         | 023370   | 1298                         |
| SpVgg Landshut (2)             | 045226 | 1292                         | 020950 | 1164                         | 024276   | 1428                         |
| SC Fürstenfeldbruck            | 045056 | 1252                         | 023550 | 1308                         | 021506   | 1195                         |
| SSV Jahn Regensburg            | 057480 | 1597                         | 026850 | 1492                         | 030630   | 1702                         |
| 1. FC Schweinfurt 05           | 063965 | 1777                         | 040100 | 2228                         | 023865   | 1326                         |
| FC Memmingen (2)               | 042520 | 1215                         | 023400 | 1300                         | 019120   | 1125                         |
| SpVgg Weiden                   | 064175 | 1783                         | 041500 | 2306                         | 022675   | 1260                         |
| TSV Großhadern                 | 047681 | 1324                         | 024400 | 1356                         | 023281   | 1293                         |
| SpVgg Fürth                    | 052332 | 1454                         | 029277 | 1627                         | 023055   | 1281                         |
| 1. FC Nürnberg Amateure        | 027921 | 0776                         | 06451  | 0358                         | 021470   | 1193                         |

## Bayernliga-Meister
| 1.             | SpVgg Bayreuth |
| -------------- | --- |
| SpVgg Bayreuth | Roland Grüner (24 / -), Wolfgang Mahr (13 / -) – Harald Bär (15 / -), Erich Goldammer (26 / -), Udo Konradi (28 / 1), Horst Meyerhofer (12 / -), Gerald Weinrich (15 / 1), Karl-Heinz Wohland (34 / 1) – Jörg Dittwar (35 / 8), Klaus Gebhardt (32 / 2), Siegfried Gleißner (12 / -), Heinz Schneider (36 / 10), Klaus Scheidig (29 / 5), Jörg Wolff (22 / 7) – Heinrich Dumpert (9 / 3), Armin Eck (29 / 14), Wolfgang Reichel (13 / 1), Günther Stockinger (33 / 10), Rüdiger Scheler (35 / 8). (Spiele / Tore in der Oberliga) dazu ein Eigentor von Zwingel (1. FC Nürnberg / Am.) Trainer: Hans-Joachim Greben (1.–4. Sp.) , Heinz Pütterich (5. Sp.) , Mahr / Wohland (6. Sp.) , Rudi Eck (7.–11. Sp.) und Wolfgang Mahr ab dem 12. Spieltag |